# Agapit (Wisznewski)
Agapit, imię świeckie Antonij Josifowicz Wisznewski (ur. 4 lipca?/16 lipca 1867 w Wyhowie, zm. 1925 lub 1926 w Jekaterynosławiu) – biskup Rosyjskiego Kościoła Prawosławnego, z pochodzenia Ukrainiec.

## Życiorys
Pochodził z rodziny prawosławnego diakona. Ukończył Wołyńskie Seminarium Duchowne w Żytomierzu, po czym został psalmistą we wsi Didkowiczi (region Owrucza) i nauczycielem w miejscowej szkole parafialnej. Będąc mężczyzną żonatym, 19 listopada 1889 przyjął święcenia diakońskie, zaś 21 listopada tego samego roku - kapłańskie. Po dwóch latach małżeństwa owdowiał. W 1892 rozpoczął studia w Kijowskiej Akademii Duchownej, uzyskując w niej cztery lata później tytuł kandydata nauk teologicznych. 10 sierpnia 1895 w Ławrze Pieczerskiej złożył wieczyste śluby mnisze. W roku następnym został wyznaczony na inspektora seminarium duchownego w Połtawie. Po dwóch latach został rektorem seminarium duchownego w Jekaterynosławiu, otrzymując równocześnie godność archimandryty.
7 kwietnia 1902 w soborze św. Izaaka w Petersburgu miała miejsce jego chirotonia na biskupa humańskiego, wikariusza eparchii kijowskiej. Równocześnie mianowano go przełożonym monasteru św. Michała Archanioła w Kijowie. W 1908, pozostając wikariuszem eparchii kijowskiej, otrzymał tytuł biskupa czehryńskiego. W tym samym roku został przeniesiony na katedrę władykaukaską, zaś w 1911 - jekaterynosławską.
Uczestniczył w Soborze Lokalnym Rosyjskiego Kościoła Prawosławnego w latach 1917-1918. W czasie trwania jego obrad, 5 maja 1918, otrzymał godność arcybiskupa.
Brał udział w organizacji Tymczasowego wyższego zarządu cerkiewnego na południowym wschodzie Rosji, jednak w 1919, przebywając w Kijowie, poparł ruch na rzecz autokefalizacji Kościoła prawosławnego na Ukrainie. Stanął na czele Synodu Ukraińskiego Autokefalicznego Kościoła Prawosławnego, ogłosił samodzielność Kościoła Ukraińskiego. Wówczas Metropolita kijowski Antoni i kierowany przez niego tymczasowy zarząd wykluczyli go z Kościoła rosyjskiego. Arcybiskup Agapit złożył akt pokutny za swoją działalność w ramach Kościoła Ukraińskiego po ucieczce na tereny zajęte przez Armię Ochotniczą. Ponownie został wówczas ordynariuszem eparchii jekaterynosławskiej i wszedł w skład tymczasowego zarządu.
Po zwycięstwie Czerwonych w wojnie domowej w Rosji i opanowaniu przez nich Ukrainy został aresztowany. Odmówił publicznego wyrzeczenia się wiary w Boga i zmarł w więzieniu w Jekaterynosławiu z powodu obrażeń odniesionych w czasie przesłuchań i tyfusu.